# Selbstreguliertes Lernen
Selbstreguliertes Lernen ist eine Form des Lernens, bei der die lernende Person in Abhängigkeit von der Art ihrer Lernmotivation selbstbestimmt eine oder mehrere Steuerungsmaßnahmen (kognitiver, metakognitiver, volitionaler oder verhaltensmäßiger Art) ergreift und den Fortgang des Lernprozesses selbst überwacht.
Der Begriff des selbstregulierten Lernens (self-regulated learning) wird oft synonym mit ähnlichen Begriffen wie Selbstgesteuertes Lernen (self-directed learning), selbstbestimmtes Lernen (self-determined learning), selbstorganisiertes Lernen, selbstkontrolliertes Lernen, selbsttätiges Lernen oder autonomes Lernen verwendet.
Die individuelle Lernmotivation ist abhängig von der Leistungsmotivation, dem Interesse und der intrinsischen Motivation des Lerners. Hoch leistungsmotivierte Lerner verwenden mehr Zeit auf Lernaktivitäten und führen diese häufiger und regelmäßiger aus. Interesse bewirkt eine Intensivierung des Lernaufwands.
Die oben genannten Steuerungsmaßnahmen stellen als Prozesse die Voraussetzungen für selbstreguliertes Lernen dar. Beim Lerner müssen auftreten:
1. Metakognitive Prozesse, die sich aus Tätigkeiten wie Planen, Zielsetzung, Überwachen und Bewerten des Lernfortschritts während des Lernens zusammensetzen;
2. Motivationale und volitionale Prozesse, in denen der Lerner höhere Selbstwirksamkeit und Interesse berichtet, Lernaktivitäten eigenständig initiiert, eine außergewöhnliche Anstrengungsbereitschaft und Ausdauer während des Lernens zeigt:
3. Behaviorale Prozesse (Lernstrategien), in denen der Lerner seine Lernumgebungen so auswählt, herstellt und strukturiert, dass sie den Lernprozess optimieren. Der Lernende sucht gezielt Informationen und Orte, die die Wahrscheinlichkeit eines Lernerfolgs maximieren, er leitet sich selbst beim Lernen an und er belohnt sich für nachgewiesene Performanzsteigerungen.

Selbstreguliertes Lernen geschieht in der Schulzeit noch relativ wenig, wird aber in der Studienzeit und in der Erwachsenen- und Weiterbildung sehr wichtig für den beruflichen Erfolg. Ob ein früherer Einsatz wünschenswert oder überhaupt möglich ist, ist Gegenstand einer pädagogischen Kontroverse (Türcke 2016, Felten 2016). Versucht wird ein Lernen ohne Schulzwang in der Grundschulzeit z. B. über Lerntheken, wenn das intrinsisch motivierte Lernen noch als bestimmend angesehen wird, und in der Oberstufe, wenn neue Lernformen ausprobiert werden.